# Labeo (Gattung)
Labeo ist eine artenreiche Gattung der Karpfenfische, die im tropischen Afrika und im südlichen Asien vorkommt.

## Merkmale
Labeo-Arten werden 5,5 Zentimeter bis zwei Meter lang. Ihr Körper ist langgestreckt und seitlich etwas abgeflacht, die Größe der Schuppen ist variabel. Die Seitenlinie verläuft entlang der Körpermitte oder etwas unterhalb. Das Maul ist unterständig und vorstreckbar (protraktil). Es kann von ein oder zwei Paar Barteln umgeben sein oder bartellos sein. Die Lippen sind innen mit scharfen Kanten und Hornleisten ausgestattet und bilden ein kräftiges Saugorgan. Die Schlundzähne sind in drei Reihen angeordnet. Kieferzähne fehlen den Labeo-Arten, wie allen Karpfenfischen. Die einzige Rückenflosse wird vorn von zwei bis drei ungeteilten Weichstrahlen gestützt, auf die 10 bis 15 geteilte folgen. Der längste Flossenstrahl ist ungeteilt.

## Arten

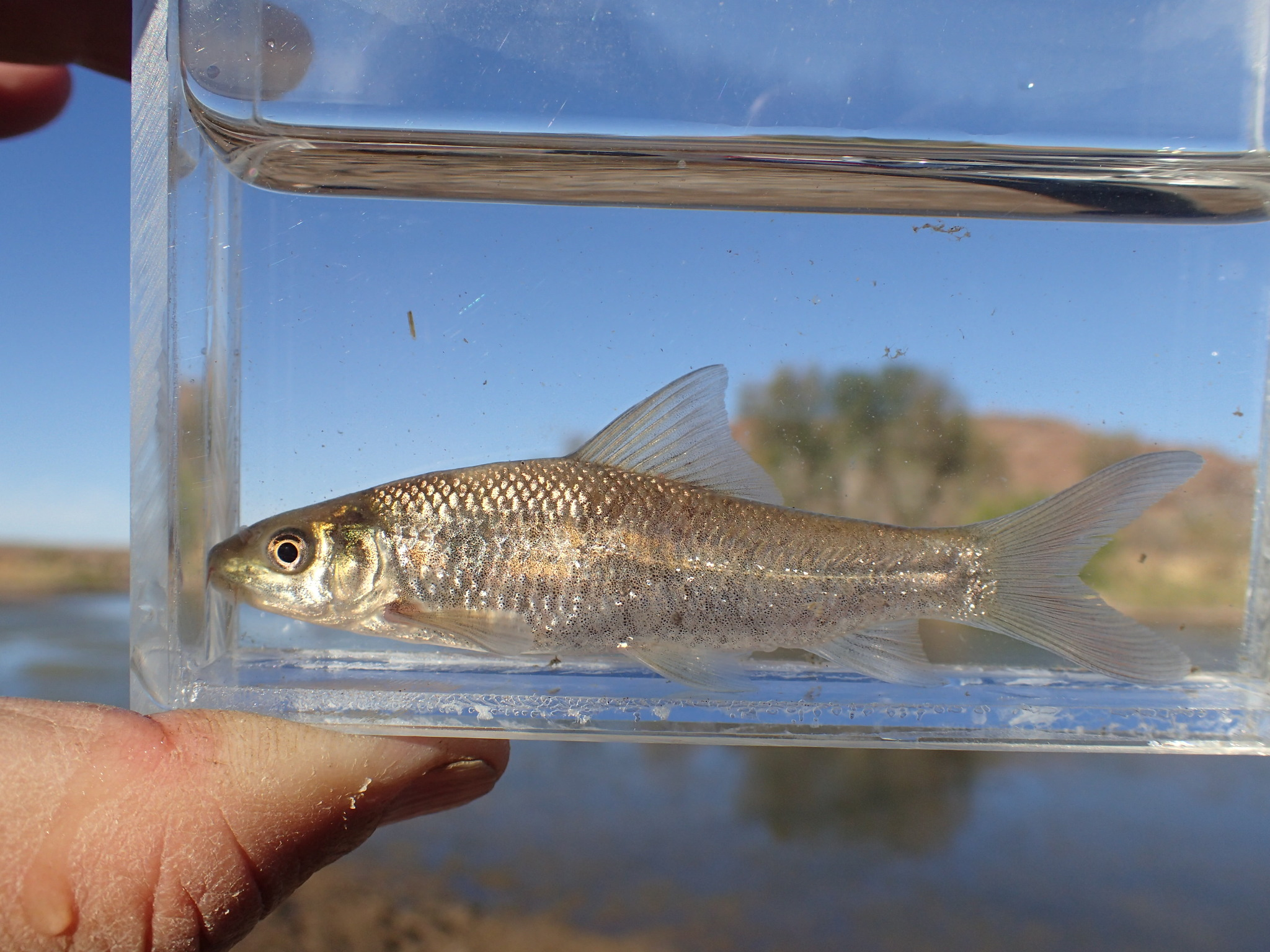
Labeo capensis

Bisher wurden über 100 Arten der Gattung beschrieben:
- Labeo alluaudi Pellegrin, 1933
- Labeo alticentralis Tshibwabwa, 1997
- Labeo altivelis Peters, 1852
- Labeo angra (Hamilton, 1822)
- Labeo annectens Boulenger, 1903
- Labeo ansorgii Boulenger, 1907
- Labeo ariza (Hamilton, 1807)
- Labeo baldasseronii Di Caporiacco, 1948
- Labeo barbatulus (Sauvage, 1878)
- Labeo barbatus Boulenger, 1898
- Labeo bata (Hamilton, 1822)
- Labeo batesii Boulenger, 1911
- Labeo boga (Hamilton, 1822)
- Labeo boggut (Sykes, 1839)
- Labeo bottegi Vinciguerra, 1897
- Labeo boulengeri Vinciguerra, 1912
- Labeo brachypoma Günther, 1868
- Labeo brunellii Parenzan, 1939
- Labeo caeruleus Day, 1877
- Calbasu (Labeo calbasu Hamilton, 1822)
- Labeo capensis (Smith, 1841)
- Labeo carnigliae Zolezzi, 1939
- Catlabarbe (Labeo catla Hamilton, 1822)
- Labeo chariensis Pellegrin, 1904 (Labeo intermedius Nichols & Griscom, 1917 ist ein Synonym)
- Schwarzer Fransenlipper (Labeo chrysophekadion Bleeker, 1850)
- Rotpunkt-Fransenlipper (Labeo congoro Peters, 1852)
- Labeo coubie Rüppell, 1832
- Labeo curchius (Hamilton, 1822)
- Labeo curriei Fowler, 1919
- Labeo cyclopinnis Nichols & Griscom, 1917
- Harlekin-Fransenlipper (Labeo cyclorhynchus Boulenger, 1899)
- Berglabeo (Labeo cylindricus Peters, 1852)
- Labeo degeni Boulenger, 1920
- Labeo dhonti Boulenger, 1920
- Labeo dussumieri (Valenciennes, 1842)
- Labeo dyocheilus (McClelland, 1839)
- Labeo erythropterus Valenciennes, 1842
- Labeo falcipinnis Boulenger, 1903
- Labeo filiferus Plamoottil & Zupančič, 2017
- Labeo fimbriatus (Bloch, 1795)
- Labeo fisheri Jordan & Starks, 1917
- Nil-Fransenlipper (Labeo forskalii Rüppell, 1835)
- Labeo fuelleborni
- Labeo fulakariensis Tshibwabwa, Stiassny & Schelly, 2006
- Labeo gedrosicus Zugmayer, 1912
- Labeo gonius (Hamilton, 1822)
- Labeo greenii Boulenger, 1902
- Labeo gregorii Günther, 1894
- Labeo halediva Sudasinghe et al., 2018
- Labeo horie Heckel, 1847
- Labeo indramontri Smith, 1945
- Labeo kawrus (Sykes, 1839)
- Labeo kibimbi Poll, 1949
- Labeo kirkii Boulenger, 1903
- Labeo kontius (Jerdon, 1849)
- Labeo lineatus
- Labeo longipinnis Boulenger, 1898
- Labeo lualabaensis Tshibwabwa, 1997
- Labeo lukulae Boulenger, 1902
- Labeo luluae Fowler, 1930
- Labeo lunatus Jubb, 1963
- Labeo macrostoma Boulenger, 1898
- Labeo meroensis Moritz, 2007
- Labeo mesops Günther, 1868
- Labeo microphthalmus Day, 1877
- Labeo mokotoensis Poll, 1939
- Labeo molybdinus du Plessis, 1963
- Labeo moszkowskii Ahl, 1922
- Labeo nandina (Hamilton, 1822)
- Labeo nasus Boulenger, 1899
- Labeo nigricans Boulenger, 1911
- Labeo nigripinnis Day, 1877
- Labeo niloticus (Forsskål, 1775)
- Labeo nunensis Pellegrin, 1929
- Labeo pangusia (Hamilton, 1822)
- Labeo parvus Boulenger, 1902
- Labeo pellegrini Zolezzi, 1939
- Labeo percivali Boulenger, 1912
- Labeo pierrei (Sauvage, 1880)
- Labeo pietschmanni Machan, 1930
- Labeo polli Tshibwabwa, 1997
- Labeo porcellus (Heckel, 1844)
- Labeo potail (Sykes, 1839)
- Labeo quadribarbis Poll & Gosse, 1963
- Labeo rajasthanicus Datta & Majumdar, 1970
- Labeo rectipinnis Tshibwabwa, 1997
- Labeo reidi Tshibwabwa, 1997
- Rohu (Labeo rohita Hamilton, 1822)
- Labeo rosae Steindachner, 1894
- Labeo roseopunctatus Paugy, Guégan & Agnèse, 1990
- Labeo rouaneti Daget, 1962
- Labeo rubromaculatus Gilchrist & Thompson, 1913
- Limpopo-Labeo (Labeo ruddi Boulenger, 1907)
- Labeo sanagaensis Tshibwabwa, 1997
- Labeo seeberi John Dow Fisher Gilchrist & Thompson, 1911
- Labeo senegalensis Valenciennes, 1842
- Labeo simpsoni Ricardo-Bertram, 1943
- Labeo sorex Nichols & Griscom, 1917
- Labeo stolizkae Steindachner, 1870
- Labeo tongaensis Rendahl, 1935
- Labeo trigliceps
- Labeo udaipurensis Tilak, 1968
- Labeo umbratus (Smith, 1841)
- Labeo victorianus Boulenger, 1901
- Labeo werneri Lohberger, 1929
- Labeo worthingtoni Fowler, 1958 (Labeo intermedius Worthington, 1933 ist ein Synonym)
- Labeo yunnanensis Chaudhuri, 1911